# Chèvrefeuille des Alpes
Lonicera alpigena
Espèce
Classification phylogénétique
Le chèvrefeuille des Alpes ou camérisier des Alpes (Lonicera alpigena), en Anglais Alpine Honeysuckle, en Allemand Alpen-Heckenkirsche est une espèce de chèvrefeuilles originaire des forêts montagneuses de l'Europe centrale et de l'Europe de l'Est. Il est parfois cultivé comme plante ornementale.

## Synonymes
- Lonicera alpigena L. subbsp. glutinosa (Vis)
- Lonicera glutinosa Vis

## Description
Le chèvrefeuille des Alpes est un arbrisseau dressé d'1 m de haut qui peut atteindre jusqu'à 2 m.
Ses feuilles caduques, sont pétiolées, grandes, oblongues et velues.
Les fleurs sont rosâtres à étamines rouges. La floraison a lieu de mai à juillet. Les fruits rouges à maturité ne sont pas comestibles.

## Habitat et répartition
Il est localisé aux bois et rocailles de montagne, de 500 à 2 250 mètres.
On le retrouve au Japon et aux Îles Kurile et en Europe centrale, Autriche, Allemagne, Suisse, Roumanie, Yougoslavie, Albanie, Grèce, Italie, Espagne et France. En France il se cantonne dans les montagnes : Jura, Alpes, Auvergne, Corbières, Massif Central, Cévennes et Pyrénées.